# William E. Amos
William E. Amos (* 20. Juli 1926 in Charleston, Arkansas; † 3. August 2011 in Dallas) war ein US-amerikanischer Psychologe und Kriminologe, der als Professor an der University of North Texas forschte und lehrte. 1977 amtierte er als Präsident der American Society of Criminology (ASC).
Amos kam nach Texas, um das regionale Büro der US-Bewährungsbehörde aufzubauen. Er war Oberstleutnant der United States Army im Ruhestand; ehemaliger Secret Service-Agent; Schulpsychologe; Leiter der Abteilung für Jugendbeschäftigung im Arbeitsministerium; stellvertretender Direktor der President’s Crime Commission; Leiter der Abteilung für Beratung und Testentwicklung im Arbeitsministerium; Vorsitzender und Mitglied des U.S. Parole Commissioner.